# کس

کُس واژه‌ای عامیانه برای اشاره به فرج یا واژن است و همچنین به روش‌های مختلف دیگری از جمله به عنوان یک عبارت تحقیرآمیز استفاده می‌شود. این واژه می‌تواند به عنوان یک اصطلاح تحقیرآمیز و ناپسند برای یک زن در ایالات متحده آمریکا، یک زن یا مرد زشت یا کودن در انگلستان، یا یک مرد کوچک در استرالیا و نیوزیلند استفاده شود. با این حال، در استرالیا و نیوزیلند این واژه همچنین می‌تواند یک اصطلاح خنثی یا مثبت باشد.
این واژه برای اشتباه گرفته نشدن با کَس که به معنای فرد و شخص است، به صورت کص هم نوشته می‌شود.
جرمن گریر، نویسنده و استاد انگلیسی فمینیست، استدلال می‌کند که این واژه «از معدود واژگان باقیمانده در زبان انگلیسی است که دارای قدرت واقعی صدمه زدن است».

## تاریخ
بر اساس فرهنگ لغت انگلیسی آکسفورد، نخستین کاربرد شناخته شده این واژه به عنوان بخشی از نام مستعار یک خیابان لندن، Gropecunt Lane ,1 ح. 1230 بوده‌است. استفاده از این واژه به عنوان فحش استفاده نسبتاً اخیر است و از اواخر قرن نوزدهم شروع می‌شود. به نظر می‌رسد که این کلمه در قرون وسطی تابو نبوده‌است، اما از اواخر قرن هجدهم تابو شد و پس از آن تا اواخر قرن بیستم به‌طور کلی قابل چاپ نبود.

## تهاجمی بودن

### به‌طور کلی
کلمه cunt به‌طور کلی در کشورهای انگلیسی زبان برای گفتمان عمومی عادی نامناسب تلقی می‌شود. این واژه به عنوان «تابوترین کلمه از بین تمام کلمات انگلیسی» توصیف شده‌است، اگرچه جان آیتو، سردبیر فرهنگ لغت آکسفورد، می‌گوید " کاکاسیاه " بیشتر تابو است.

Cunt: جلوی اعلامیه استقلال

## نمونه‌هایی از کاربرد

### ادبیات
جیمز جویس یکی از نخستین داستان نویسان بزرگ قرن بیستم بود که واژه «Cunt» را چاپ کرد. در متن یکی از شخصیت‌های اصلی اولیس (۱۹۲۲)، لئوپولد بلوم، جویس به آن اشاره می‌کند.

### هنر
این واژه گاهی در عناوین آثار هنری مانند "I am the Cunt of Western Civilization" نوشته پیتر رنوسا استفاده می‌شود. یکی از نخستین کارهای گیلبرت و جورج سلف پرتره در سال ۱۹۶۹ بود با نام "Gilbert the Shit and George the Cunt".